# Sonic the Hedgehog (figur)
Sonic the Hedgehog är en TV-spelsfigur i Segas spelserie med samma namn och även Segas maskot. Hans mest kända förmåga är hans snabbhet. Han har länge beskrivits som den största rivalen till Mario, skapad av Nintendo. Han blev också upptagen i Walk of Game år 2005.

## Utseende och personlighet
Sonic är en blå igelkott med bakåtlutande hår/spikes och röda sneakers. Han njuter mest av sin frihet och hatar förtryck. Han har visat intresse för rockmusik och breakdancing. Han älskar varmkorv med chili, vilket kan ses under många episoder i Adventures of Sonic the Hedgehog.

## Förmågor
Sonic är känd att ha flera förmågor. Hans mest kända förmåga är hans snabbhet. Även om hans snabbhet aldrig har förklarats djupare, så har den officiella amerikanska hemsidan sagt att "han föddes med förmågan". En annan förklaring är att igelkottar i Sonics universum är "födda snabba". Han har sina sneakers för att kunna stå emot hettan som uppstår av friktionen. Han kan rulla ihop sig till en boll, både när han hoppar och när han är på marken. Det ger honom skydd mot fiender, men gör honom långsammare. Han har utvecklat andra tekniker med dessa förmågor som grund, bland annat den målsökande attacken där han, i luften, snabbt rullar mot målet för att skada eller förstöra det. Han kan senare fortsätta till nästa mål (förutsatt att det är nära), eller använda tekniken flera gånger mot samma fiender. Denna teknik introducerades i Sonic Adventure.

## Relationer med andra figurer
Sonic är god vän med Tails och Knuckles the Echidna, även om han vid ett antal tillfällen har bråkat med dem. De båda har hjälpt Sonic (Tails med sitt maskineri-kunnande och flygförmåga, Knuckles med sin styrka). Tails ser Sonic som sin mentor, medan Sonic ser Tails som sin "lillebror".
Hans ständiga fiende är Dr. Eggman. De har varit i konflikt med varandra sedan Sonic the Hedgehog. Sonic och Robotnik speglar "kampen" mellan "natur" och "teknologi", då Robotnik använder Sonics djurvänner som robotiska "Badniks". Senare började han använda Chaos Emeralds och andra mekanismer för att ta över jorden.
Amy Rose påstår att hon är Sonics flickvän, trots att Sonic hävdat att det inte stämmer. Men de har varit vänner ända sedan Sonic the Hedgehog CD. När Amy kidnappas räddar Sonic alltid henne, och ibland har det varit vice versa.
Shadow the Hedgehog är Sonics mest kända rival. De har bråkat med varandra från och med Sonic Adventure 2, även om de visar respekt för varandra. Shadow säger att Sonic är "idiotisk, irriterande och arrogant", medan Sonic tycker att Shadow är "humorbefriad, våldsam och arrogant", men de har samarbetat vid olika tillfällen.
Före Shadow hade Sonic en annan rival i form av Metal Sonic, som introducerades i Sonic the Hedgehog CD. Metal byggdes av Robotnik och är en avbild av Sonic själv, och de har bevisats vara nästan exakt lika snabba. Han lever för att slåss och tävla mot Sonic för att kunna bevisa att han är den riktiga igelkotten. Först i Sonic Heroes blev Metal viktig i spelen igen, han visar sig där vara spelets riktiga skurk.
Silver the Hedgehog är också en av Sonics rivaler. Han nämns först i det nya Sonic the Hedgehog från 2006, där han slåss för att rädda sin framtid tillsammans med sin partner Blaze the Cat. Blaze nämns först i Nintendo DS-spelet Sonic Rush. Silver och Sonic var till en början fiender, eftersom nya figuren Mephiles the Dark hade lurat Silver att tro att Sonic var den som väckt Iblis - ett monster som förstört hela Silvers värld. Senare klaras missförståndet upp, och de börjar istället samarbeta.
Mario har porträtterats som Sonics motståndare i kampen mellan Nintendo och Sega under 90-talet. Även om de har "varit bittra fiender länge" möttes de för första gången i Mario & Sonic at the Olympic Games (för Nintendo Wii och Nintendo DS) och senare i Super Smash Bros. Brawl för Nintendo Wii.